# Hartford (Arkansas)
Hartford é uma cidade localizada no estado americano de Arkansas, no Condado de Sebastian.

## Demografia
Segundo o censo americano de 2000, a sua população era de 772 habitantes.
Em 2006, foi estimada uma população de 786, um aumento de 14 (1.8%).

## Geografia
De acordo com o United States Census Bureau, a localidade tem uma área de 4,7 km², sem área coberta por água. Hartford localiza-se a aproximadamente 222 m acima do nível do mar.

## Localidades na vizinhança
O diagrama seguinte representa as localidades num raio de 24 km ao redor de Hartford.